# Indocabnia asura
Indocabnia asura är en fjärilsart som beskrevs av Ulrich Roesler och Kuppers 1981. Indocabnia asura ingår i släktet Indocabnia och familjen mott. Inga underarter finns listade i Catalogue of Life.